# Ethel Lackie
Ethel Minnie Lackie (Chicago, 10 febbraio 1907 – Newbury Park, 15 dicembre 1979) è stata una nuotatrice statunitense.
Specializzata nello stile libero ha vinto la medaglia d'oro nei 100m e nella staffetta 4x100m alle olimpiadi di Parigi 1924.
Facente parte dei Membri dell'International Swimming Hall of Fame, è stata primatista mondiale dei 100m sl e della staffetta 4x100m sl.

## Palmarès
- Olimpiadi

Parigi 1924: oro nei 100m sl e nella staffetta 4x100m sl.